# Grzegorz IX
Grzegorz IX (łac. Gregorius IX, właśc. Ugolino di Conti di Segni; ur. pomiędzy 1160 a 1170 w Anagni, zm. 22 sierpnia 1241 w Rzymie) – papież w okresie od 19 marca 1227 do 22 sierpnia 1241.
Następca Honoriusza III, całkowicie odziedziczył tradycje jakie pozostawili po sobie Grzegorz VII i jego stryj Innocenty III. W pełni kontynuował ich politykę papieskiej przewagi. Przypominał stryja, jeśli chodzi o biegłą znajomość prawa, sprawność w prowadzeniu dyplomacji i bezkompromisowość.

## Życiorys

### Wczesne życie
Studiował w Paryżu i Bolonii. W grudniu 1198 został kardynałem-diakonem Sant’Eustachio, w maju 1206 kardynałem prezbiterem S. Marco, a w czerwcu tego samego roku kardynałem-biskupem Ostia e Velletri. W 1217 został protektorem zakonu franciszkanów w Kurii Rzymskiej. W latach 1207–1209 był legatem papieskim w Niemczech i Francji, a 1217–1219 i 1221 w północnych Włoszech.

### Pontyfikat
Wybrano go na papieża w dniu 19 marca 1227 roku.
Jako papież był zdecydowanym zwolennikiem wypraw krzyżowych. Prowadził walkę z cesarzem Fryderykiem II, którego w 1227 ekskomunikował za zwłokę w podjęciu ślubowanej krucjaty. W czasie wyprawy Fryderyka do Palestyny (1228–1229) Grzegorz zajął część Królestwa Sycylii i Neapolu, jednak wracający z wyprawy cesarz rozbił wojska papieskie. Te niepowodzenia skłoniły Grzegorza do zawarcia pokoju w Ceprano (23 lipca 1230) i zdjęcia ekskomuniki z cesarza. W czasie rozejmu, cesarz pomógł papieżowi, gdy w latach 1232 i 1234 musiał stoczyć ostre walki z ludem rzymskim i uciec z miasta. W zamian za to papież pośredniczył pomiędzy cesarzem a miastami longobardzkimi i ekskomunikował syna Fryderyka, Henryka VII. Pokój ten został jednak zerwany kilka lat później. Gdy Fryderyk II, po zwycięskiej kampanii w Lombardii (1236–1237), usiłował narzucić swe zwierzchnictwo Państwu Kościelnemu, Grzegorz sprzymierzył się z miastami włoskimi i wznowił wojnę z Fryderykiem. Najazd Fryderyka II na Sardynię, lenno papieskie, spowodował odnowienie ekskomuniki (20 marca 1239) i nową wojnę. Zwołał na 1241 sobór, który miał potępić cesarza; Fryderyk nie dopuścił jednak do Rzymu delegatów zmierzających na sobór i, po bitwie morskiej, wziął ich do niewoli (3 maja u wybrzeży Elby). Na przełomie kwietnia i maja, Rzym został odcięty od świata i otoczony. Nie wytrzymując trudnej sytuacji i sierpniowych upałów, Grzegorz IX zmarł.
Bliski przyjaciel św. Franciszka z Asyżu i protektor franciszkanów oraz dominikanów, w 1228 kanonizował Franciszka, a w 1234 Dominika Guzmana. Ustalił reguły dla klarysek – żeńskiej gałęzi zakonu franciszkanów. W 1230 polecił skompilować Dekrety, zbiór prawa kanonicznego oparty na decyzjach soborowych i listach papieskich, promulgowany w 1234, pozostał do 1918 roku najważniejszym źródłem katolickiego prawa kościelnego. Popierał misje franciszkanów i dominikanów we wschodniej Europie oraz działalność zakonu krzyżackiego (w 1234 zatwierdził na ich rzecz nadania Konrada mazowieckiego). Był także autorem dzieł teologicznych.
Bezkompromisowo walczył z heretykami. W bulli Excomunicamus et anathematisamus z lutego 1231 roku zatwierdził zwyczaj stosowania kary śmierci w stosunku do „doskonałych”, czyli przywódców katarskich. Kilka miesięcy później wprowadził oficjalnie urząd „inkwizytorów heretyckiej przewrotności” (inquisitores haereticae pravitatis), formalnie dając początek papieskiej inkwizycji. Z jego dekretów i bulli wynika, że jednym z celów powołania inkwizycji, oprócz skutecznego zwalczania herezji, było także niedopuszczenie do karania za nią osób niewinnych. W 1239 roku potępił „księgi Talmudu jako zawierające wszelkiego rodzaju obelgi i bluźnierstwa przeciwko nauce chrześcijańskiej”. Nakazał spalić owe księgi, by nie „roiło się od wielu strasznych herezji”. Był także autorem dokumentu Vox in Rama, skierowanego do Konrada z Marburga, w którym łączył praktyki heretyckie z kultem szatana i demonów.
19 marca 1238 roku wydał bullę, w której książę szczeciński Bogusław I jest tytułowany księciem Kaszub (bulla potwierdzała nadanie przez księcia Bogusława posiadłości koło Stargardu na rzecz zakonu joannitów). Jest to pierwsza w historii wzmianka o Kaszubach.